# Vigeville
Vigeville ist eine Gemeinde im Zentralmassiv in Frankreich. Sie gehört zur Region Nouvelle-Aquitaine, zum Département Creuse, zum Arrondissement Aubusson und zum Kanton Gouzon. Sie grenzt im Norden an Jarnages, im Osten und im Süden an Cressat und im Westen an Pionnat.

## Bevölkerungsentwicklung
| Jahr      | 1962 | 1968 | 1975 | 1982 | 1990 | 1999 | 2008 | 2012 |
| --------- | ---- | ---- | ---- | ---- | ---- | ---- | ---- | ---- |
| Einwohner | 159  | 139  | 133  | 139  | 145  | 136  | 141  | 169  |

## Sehenswürdigkeiten
'* Kirche der Himmelfahrt der sehr Heiligen Jungfrau (Église de l’Assomption-de-la-Très-Sainte-Vierge)

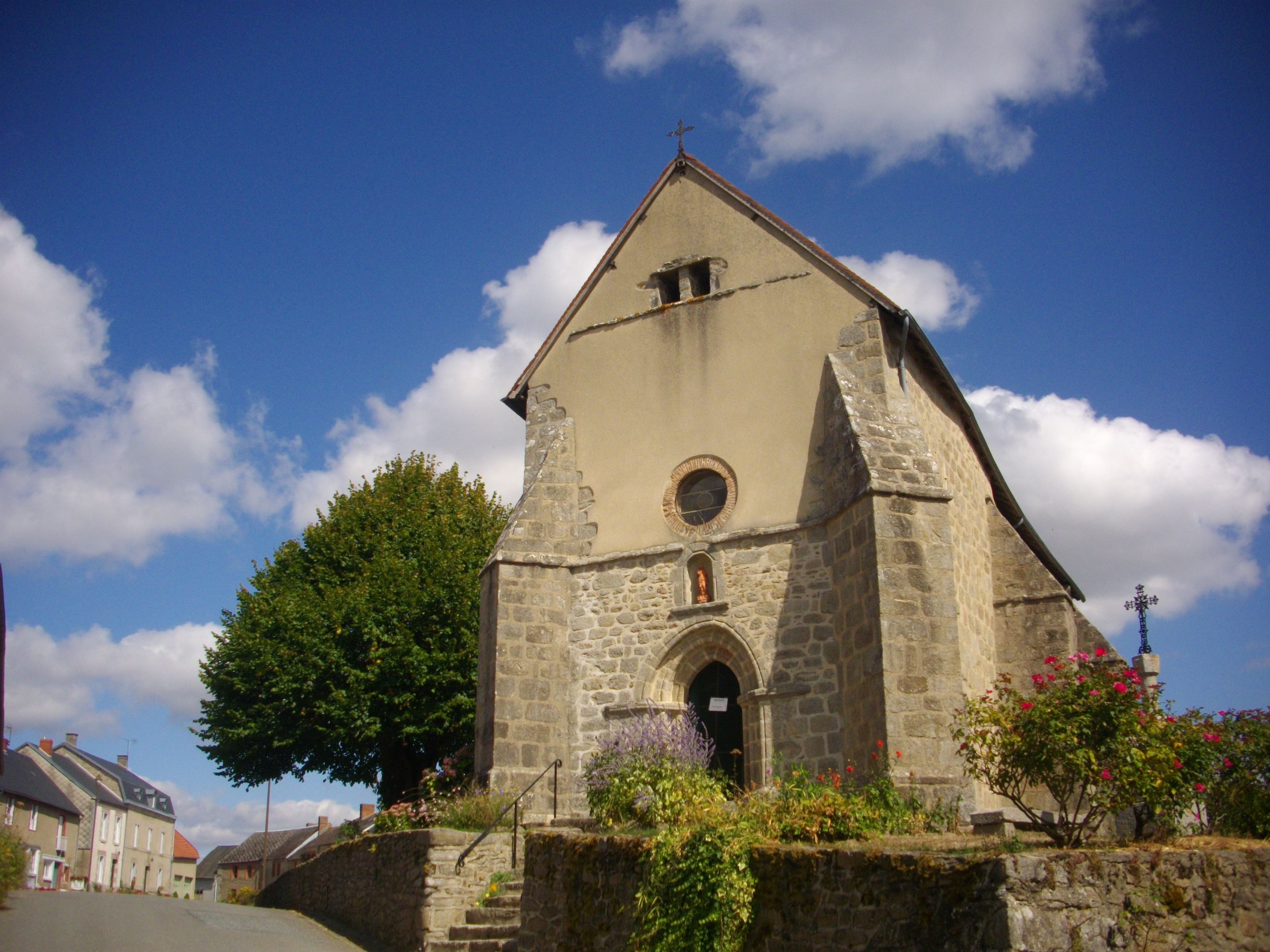
Kirche Mariä Himmelfahrt

## Persönlichkeiten
- Jean Auclair (* 1946), Politiker